# David Easton
David Easton (Toronto, 24 giugno 1917 – 19 luglio 2014) è stato un politologo canadese, rinomato per la sua applicazione della teoria dei sistemi alla disciplina delle scienze politiche.
È altresì noto per la sua definizione di politica come "assegnazione imperativa di valori". Easton è stato Distinguished Research Professor nella Facoltà di Scienze Politiche dell'Università della California di Irvine.
Easton dopo essersi laureato all'Università di Toronto, conseguì il suo dottorato all'Università Harvard nel 1947.
Nello stesso anno iniziò la sua carriera alla Facoltà di Scienze Politiche dell'Università di Chicago.
Tra il 1968 e il 1969 è stato Presidente dell'American Political Science Association.

## Pubblicazioni
- D. Easton. «The Decline of Modern Political Theory», in Journal of Politics 13, 1951).
- D. Easton. The Political System. An Inquiry into the State of Political Science. New York 1953.
- D. Easton. «An Approach to the Analysis of Political Systems», in World Politics 9, 1957.
- D. Easton. A Framework for Political Analysis. Englewood Cliffs 1965.
- D. Easton. A Systems Analysis of Political Life. New York 1965.
- D. Easton (a cura di). Varieties of Political Theory. Englewood Cliffs 1966.
- D. Easton. The Analysis of Political Structure. 1990.
- D. Easton, C. Schnelling (a cura di). Divided Knowledge: Across Disciplines, Across Cultures. 1991.
- D. Easton, J. Gunnell, L. Graziano (a cura di). The Development of Political Science: A Comparative Survey. 1991.
- D. Easton, J. Gunnell, M. Stein (a cura di). Regime and Discipline: Democracy and the Development of Political Science. 1995.